# Музыка Афганистана
Музыка Афганистана — народные и популярные музыкальные произведения. Для Афганистана характерно сложное переплетение музыкальных культур различных народов, издавна населявших страну: пуштунов, таджиков, узбеков, туркмен, белуджей, памирцев и других.

## История
История музыки в Афганистане имеет богатую и многовековую историю. Уже в 1-й половине 1-го тысячелетия до нашей эры в Бактрии, включавшей северные области современного Афганистана, частью религиозных обрядов были культовые мелодии. Высокого уровня достигло музыкальное искусство в могущественной Кушанской империи (существовала в конце I - начале III вв. нашей эры). Постепенно, параллельно с развитием феодализма развивалось придворное музыкальное искусство, воспевающие героические деяния правителей.

## Народная музыка
В Афганистане до сих пор сохраняются традиции музыкального фольклора. Народная музыка сопровождает пение и танцы и выступает также как самостоятельный вид искусства, и обычно она исполняется на свадьбах, всякого рода торжествах (таких как рождение ребёнка, праздники). Особенно популярны героические песни и баллады, воспевающие национальное достоинство и борьбу афганцев за независимость, а также рассказывающие о любви песни-двустишия. Танцы обычно раздельные (мужские и женские). В пуштунских районах известен боевой танец — атан. Из музыкальных инструментов популярны струнные (домбра, тамбур, сетар) и струнно-щипковые (рубаб), духовые (флейта и сурна), ударные (барабан, дхол, цимбалы), клавишные (армония) и струнно-смычковые (гиджак).

## Популярная музыка
Рождение афганской популярной музыки связывают с работой музыкальной редакции «Радио Афганистана». Благодаря её усилиям в стране возникли первые профессиональные оркестры и возникло новое поколение афганских певцов. Среди исполнителей впервые было много женщин, что свидетельствовало об изменении настроений в обществе, где прежде профессиональная музыка считалась недостойным занятием для женщины. У слушателей была популярна пуштунская музыка с таджикской лирикой, а также песни и мелодии из индийских и пакистанских кинофильмов.
До установления власти талибов Кабул считался основным центром афганской музыкальной культуры. Однако исламские радикалы попытались искоренить эти «чуждые», с их точки зрения, влияния, навязав запрет на танцы, игру на музыкальных инструментах и звукозапись. После падения режима талибов афганская музыкальная сцена начала возрождаться, возобновились музыкальные передачи на радио и телевидении, а некоторые коллективы (например, «Кабульский ансамбль») побывали с гастролями во многих странах мира. 